# Toyota FT-HS
Toyota FT-HS – hybrydowy samochód sportowy – pojęcie to zostało wprowadzone w 2007 roku na North American International Auto Show. FT-HS oznacza Future Toyota Hybrid Sport.
Układ napędowy generuje moc 400 KM, samochód osiąga 100 km/h w około 4 s. Jest to możliwe dzięki połączeniu silnika 3,5 l V6 i silnika elektrycznego w sposób podobny do Lexusa.
W artykule z sierpnia 2008 w Automotive News poinformowano, że zarzucono plan wprowadzenia modelu do produkcji seryjnej. Mimo to na początku stycznia 2009 w artykule w Edmunds Inside Line stwierdzono, że następca Supry V6 jest nadal w przygotowaniu i ukaże się na początku 2011. Ostatecznie koncept FT-HS został zastąpiony w 2014 roku przez koncept Toyoty FT-1, który zainspirował piątą generację Toyoty Supry, która trafiła do produkcji w 2019 roku. .

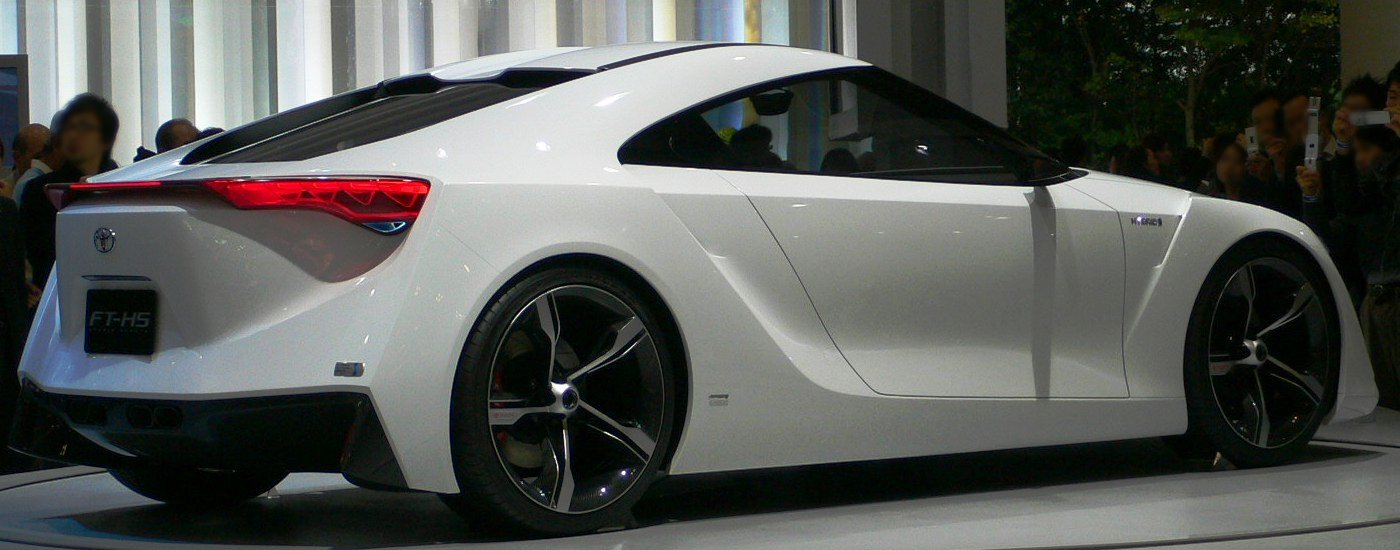
Prawy bok